# Emilio Greco
(Pablo Picasso, in visita al Museo Rodin nel '61, per una personale curata da André Malraux)
Emilio Greco (Catania, 11 ottobre 1913 – Roma, 5 aprile 1995) è stato uno scultore, scrittore e illustratore italiano.

## Biografia

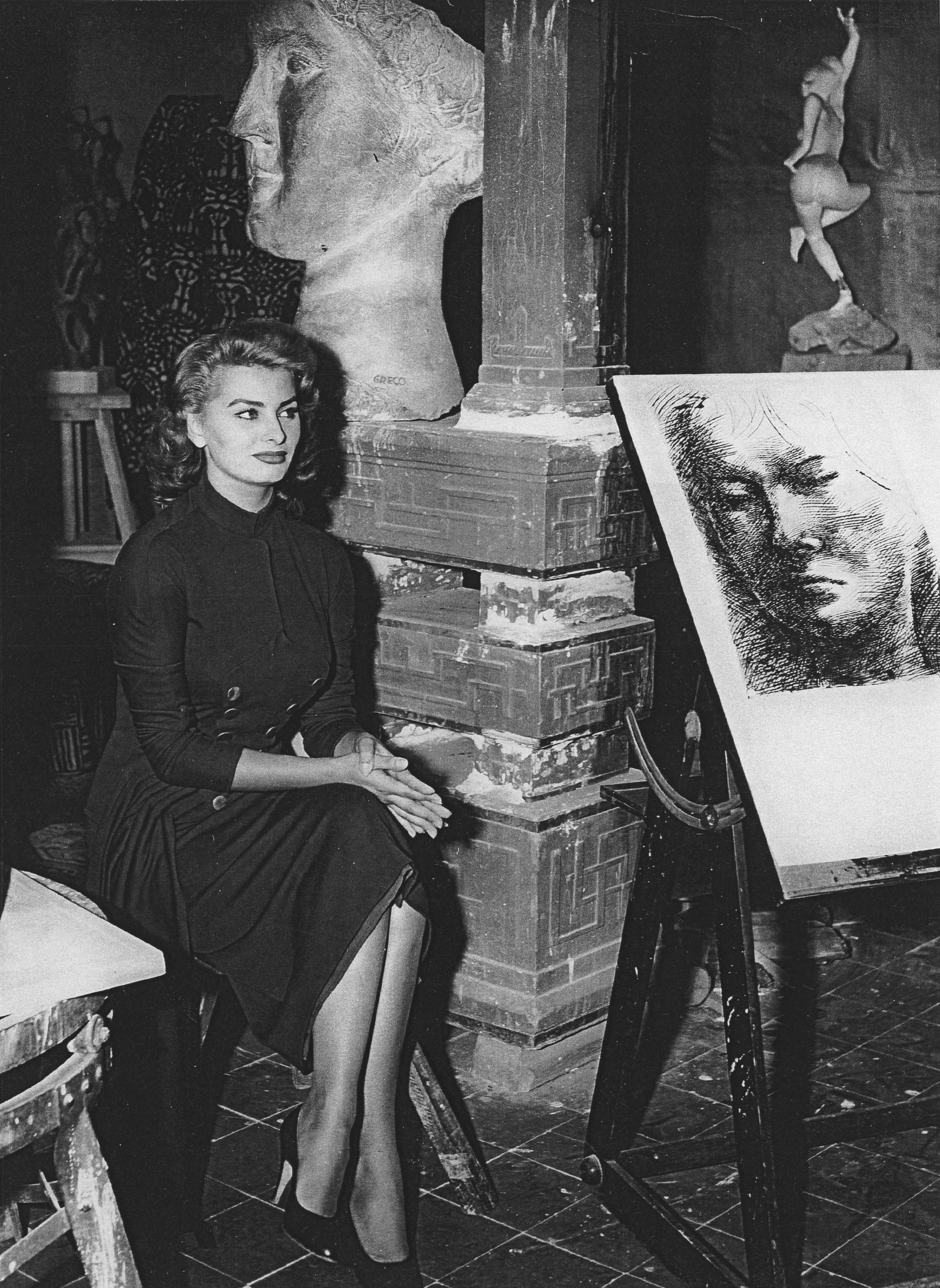
Emilio Greco mentre ritrae Sophia Loren nello studio di Villa Massimo a Roma

Figlio di Giuseppe e di Domenica Sambuco, frequentò le elementari nell'ex convento di San Placido e in quel periodo, affacciandosi da una grata dal Palazzo Biscari, osservava incantato i resti delle strutture greco-romane che lo portarono a sviluppare una passione per la scultura antica.
Iniziò tredicenne a lavorare come apprendista scalpellino presso la ditta edile di un architetto locale che si occupava principalmente di restauro e realizzazione di monumenti civici.
Tuttavia la Catania del tempo non riuscì a dargli lo spazio che meritava, in quanto «per i giovani la possibilità di esporre opere d'arte si limitava a qualche rara mostra sindacale (…). Nel volgere del tempo però, anche a Catania le cose sono cambiate. Ora esistono, laggiù, degli Istituti d'Arte e operano delle gallerie private».
Nel 1934 conseguì un attestato da esterno presso l'Accademia di Palermo, poi intraprese il servizio di leva nel Regio Esercito. Partecipò ad alcune battaglie coloniali (Africa, Albania) ma seguì passivamente a Roma gli avvenimenti della seconda guerra mondiale. Nel 1947 risiedette e lavorò assieme ad altri celebri artisti a villa Massimo. Dal 1948 al 1952 fu assistente a Quirino Ruggeri grazie ad un concorso per titoli, Liceo di via Ripetta per poi passare nel '52 alla cattedra di scultura all'Accademia di Carrara grazie anche agli indiscussi successi ottenuti. In questo periodo ebbe come allievo il pittore Gualtiero Passani con il quale intrattenne un rapporto di collaborazione.
Ottenne una grandissima popolarità con il monumento Pinocchio e la Fatina (1956) per il paese di Collodi.
Poetico il suo ciclo delle Grandi bagnanti e i suoi ritratti di giovani donne.
Suoi sono la Fontana Camillo Olivetti a Ivrea, il Monumento a Papa Giovanni XXIII in San Pietro e le Porte del Duomo di Orvieto (1970). Successivamente ad una mostra tournée trionfale, dal 1971 si creò il mito di Greco, culminante con l'istituzione del museo all'aria aperta di Hakone (1800 mq) chiamata "Giardino di Greco" (o "Greco Garden").
Proseguì per diversi anni l'insegnamento a Napoli (1955-67) e poi di nuovo nella capitale dal 1967 al 1975, dove incontrò il diciottenne artista curdo Aziz Fuad; dopodiché ebbe dapprima la cattedra all'Accademia di Belle Arti a Monaco e più avanti lavorò a Salisburgo su interesse di Oskar Kokoschka.
Visse per un periodo in Iran, dove fu apprezzato dall'alta dirigenza del Paese, che voleva servirsene per alcune opere.
Il Museo dell'Ermitage di San Pietroburgo e il Museo Puškin di Mosca gli dedicarono una sala  di sculture e opere grafiche. A Catania, il museo dedicatogli offriva una collezione di numerose litografie e acqueforti.
Fu un assiduo viaggiatore e viene attualmente considerato uno dei più grandi scultori del Novecento.
È sepolto nel Cimitero di Sabaudia.

## Opere nei musei

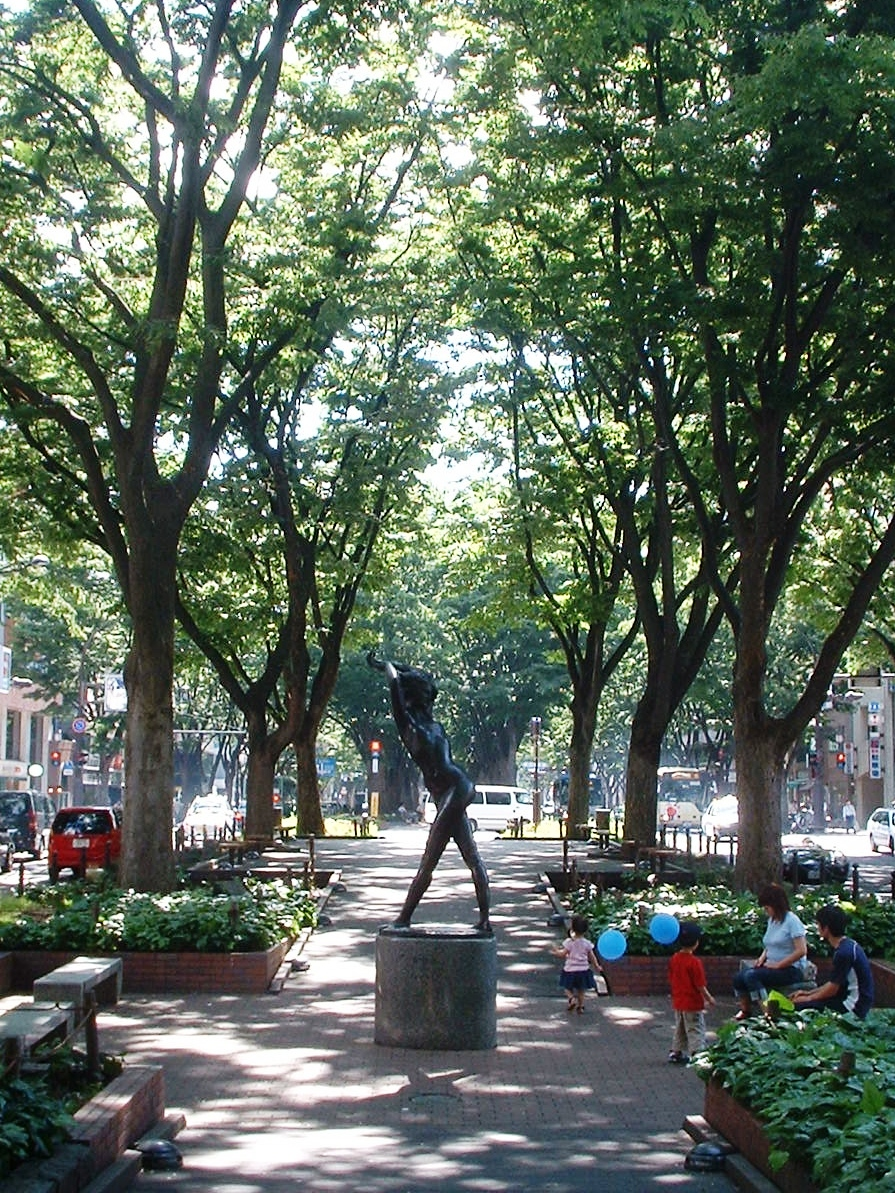
Ricordi d'Estate (Memories of Summer) a Sendai, in Giappone.

Musei che espongono opere dell'artista:
- Galleria d'arte contemporanea della Pro Civitate Christiana, Assisi
- Galleria d'arte moderna Sant'Anna
- Hirshhorn Museum and Sculpture Garden
- Galleria Nazionale d'Arte Moderna
- Tate Gallery
- Museo Novecento
- Estorick Collection, Londra
- Giardino di Greco (Greco Garden), Hakone[4]Citata anche nella voce senza che essa specifichi il nome dell'area[non chiaro]
- Museo all'aperto Bilotti, Cosenza
- Museo Emilio Greco a Catania
- Museo Emilio Greco a Orvieto
- Museo Emilio Greco a Sabaudia
- Museo dell'Ermitage
- Galleria Nazionale d'Arte Moderna di San Marino
- Museo civico
- Museo del Sannio sez. d'Arte di Benevento
- Museo Casa Natale di Michelangelo Buonarroti
- Museo Nazionale d'Abruzzo
- Museo dell'Opera del Duomo a Prato
- Museo Puškin
- Giardino delle sculture, Bruxelles
- Museo della scultura contemporanea
- Museo Emilio Greco, Spello
- Museo Fortunato Calleri, Catania
- Pinacoteca Comunale Andrea Alfano, Saracena
- MAGI '900
- Museo Biblioteca Giacomo Leopardi, espone un bassorilievo in bronzo di Emilio Greco, firmato 1975, raffigurante Dante Alighieri
- Museo Palazzo Ricci, Macerata

## Pubblicazioni
- Emilio Greco, Poesie con 5 disegni, Milano, Edizioni Fiumara, 1952 (100 esemplari numerati).
- Vittorio Masselli e Emilio Greco (disegni), Giostra di fanciulle, Roma, Razzi, 1963, SBN SBL0259606.
- Leonardo Sciascia e Emilio Greco (acquaforte), Racconti siciliani, Le mete, n. 4, Urbino, Istituto Statale d'Arte del Libro, 1966, SBN SBL0259606.
- Giulio Briani, Tre favole vere, con disegni di Emilio Greco, Roma, Trevi, 1976, SBN RMS2477969.
- Emilio Greco, L'oro antico delle vigne, prefazione di Giacinto Spagnoletti, Roma, 1978, SBN SBL0339310.
- (IT, JA) Emilio Greco, 19 poesie per 19 disegni di Greco, Tokyo, Contemporary Sculpture Center, 1978, SBN BVE0542395.
- Emilio Greco, Lo Jonio corrusco di vento, Catania-Roma, ASPA, 1980, SBN UM10094116.
- Emilio Greco, Appunti di una vita (1937-1980), introduzione di Giacinto Spagnoletti, Palermo, Sellerio, 1980, SBN RAV0091263.
- Gianfranco Nolli (testo) e Emilio Greco (disegni), Apocrifi biblici moderni, Città del Vaticano, Libreria Editrice Vaticana, 1980, SBN CSA0025539.
- Emilio Greco, A ritroso nel tempo. Poesie e prose, a cura di Mario Pisani, Roma, Officina, 1993, SBN CFI0438443.

## Riconoscimenti
- Nel 1993 l'Accademia dei Lincei gli ha conferito il Premio Feltrinelli per l'Incisione.[8]